# Arıcak
Arıcak ist eine Stadt und Hauptort des gleichnamigen Landkreises (İlçe) in der türkischen Provinz Elâzığ.

## Stadt
Die Stadt liegt 109 Straßenkilometer östlich von der Provinzhauptstadt. Sie beherbergt knapp ein Viertel (2020: 23,51 %) der Landkreisbevölkerung.
Der frühere Ortsname lautete Mirvan. Dies leitet sich aus dem kurdischen Wort miran („Herren“) ab. Die Bezeichnung „Qerebaxan“ ist die kurdische Variante des Namens der früheren Verwaltungseinheit „Karabegan“, die auf den gleichnamigen Aşiret zurückzuführen ist. Die Umbenennung zu Arıcak erfolgte nach 1960.
Im Jahr 1972 wurden die drei Dörfer Arıcak, Saman und Gümüşyaka zu einer gemeinsamen Gemeinde vereint.
Die Bevölkerung der Stadt ist der Ethnie der Zaza zuzuordnen.

## Landkreis
Der Landkreis Arıcak liegt im Südosten der Provinz und grenzt an die Provinzen Bingöl und Diyarbakır. Intern hat er die Kreise Palu im Norden und Alacakaya im Westen als Nachbarn.
Der Landkreis wurde 1987 vom südlichen Teil des Kreises Palu abgetrennt. Bis dahin war er dort ein eigenständiger Bucak. Zur letzten Volkszählung vor der Gebietsänderung (1985) hatte er als Bucak Arıcak mit 11 Dörfern eine Bevölkerung von 19.654 Einwohnern, wobei 3.154 auf den Bucak-Hauptort Arıcak entfielen.
Zum Kreis zählten Ende 2020 neben der Kreisstadt noch weitere 3 Gemeinden (Belediye): Bükardı mit 2061, Erimli mit 2573 sowie Üçocak mit 2494 Einwohnern. Des Weiteren gehören noch zehn Dörfer (Köy) mit durchschnittlich 381 Bewohner zum Kreis. Küplüce ist mit 866 Einwohnern das größte Dorf.
Der Landkreis Arıcak ist mit einer Fläche von 354 km² der drittkleinste der Provinz. Ende 2020 lag Arıcak mit 14.302 Einwohnern auf dem 5. Platz der bevölkerungsreichsten Landkreise in der Provinz Elâzığ. Die Bevölkerungsdichte liegt mit 40 Einwohnern je Quadratkilometer unter dem Provinzdurchschnitt (63 Einwohner je km²) und ist die dritthöchste in der Provinz.